# Ladislaus III.

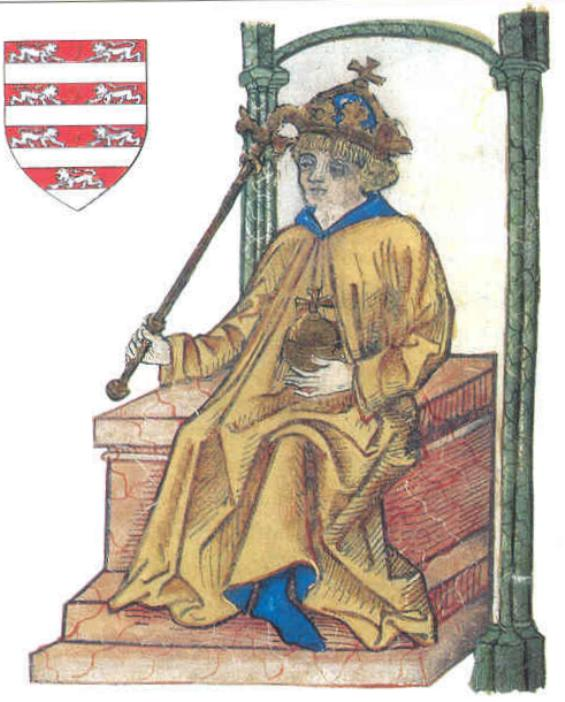
Ladislaus III.

Ladislaus III., genannt das Kind, (* 1199 oder 1201; † 7. Mai 1205 in Wien) war von 1204 bis 1205 König von Ungarn und Kroatien. Er gehörte der Dynastie der Árpáden an. Er war der Sohn von König Emmerich von Ungarn und seiner Frau Konstanze von Aragón.
Sein Vater Emmerich ließ ihn am 26. August 1204 krönen, als er erst drei (oder fünf) Jahre alt war, um die Thronfolge zu sichern. Kurz danach starb Emmerich, aber davor ließ er noch seinen Bruder, Andreas schwören, dass er das Kind Ladislaus in allem unterstützen werde. Nach Emmerichs Tod nahm Andreas alle Macht an sich und machte das Leben von Ladislaus und seiner Mutter unerträglich. Die beiden flohen nach Wien zum Herzog Leopold VI., was Andreas missbilligte und woraufhin er mit Krieg drohte. Noch bevor dieser Krieg ausbrechen konnte, starb das Kind Ladislaus, ohne dass er noch in der Geschichte Ungarns eine Rolle spielen konnte.
Ladislaus III. wurde in Székesfehérvár begraben.